# Linea M3 (metropolitana di Bucarest)
La linea M3 è una linea della metropolitana di Bucarest, a servizio dell'omonima città, in Romania. Attraversa la città da est ad ovest partendo dalla stazione di Preciziei fino a Anghel Saligny.
Condivide il tracciato con la linea M1 tra le stazioni di Eroilor e Nicolae Grigorescu e ha interscambi con la linea M2 presso la fermata Piata Unirii e con la M5 presso la fermata Eroilor.